# Семикаракорський район
Семикарако́рський райо́н (рос. Семикаракорский район) — район у центральній частині Ростовської області Російської Федерації. Адміністративний центр — місто Семикаракорськ.

## Географія
Район розташований у центральній частині області. На півночі межує із Константиновським районом, на північному сході — із Волгодонський, на сході — із Мартиновським, на півдні — із Пролетарським, на південному заході — із Багаєвським та Веселівським, на північному заході — із Усть-Донецьким районом.

## Історія
Сальський район був утворений 1924 року. 1929 року він був ліквідований, а територія відійшла до складу Константиновського району, але вже 1935 року відновлений. 1963 року до складу районі увійшла територія ліквідованих Багаєвського та Веселівського районів. 1978 року був відновлений Веселівський район.

## Населення
Населення району становить 51407 осіб (2013; 52833 в 2010).

## Адміністративний поділ
Район адміністративно поділяється на 1 міське та 9 сільських поселень, які об'єднують 1 місто та 32 сільських населених пункти:
| Поселення                              | Площа, км² | Населення, осіб (2010) | Центр               | Населені пункти |
| -------------------------------------- | ---------- | ---------------------- | ------------------- | --------------- |
| Бакланніківське сільське поселення     | -          | 3213                   | Бакланніки          | 3               |
| Большемечетнівське сільське поселення  | -          | 4633                   | Большемечетний      | 4               |
| Задоно-Кагальницьке сільське поселення | -          | 4951                   | Задоно-Кагальницька | 5               |
| Золотарьовське сільське поселення      | -          | 2808                   | Золотарьовка        | 6               |
| Кочетовське сільське поселення         | -          | 2176                   | Кочетовська         | 3               |
| Кузнецовське сільське поселення        | -          | 1503                   | Кузнецовка          | 2               |
| Новозолотовське сільське поселення     | -          | 3092                   | Новозолотовська     | 2               |
| Сусатське сільське поселення           | -          | 3341                   | Сусат               | 4               |
| Семикаракорське міське поселення       | -          | 23884                  | Семиракакорськ      | 1               |
| Топилінське сільське поселення         | -          | 3232                   | Топилін             | 3               |

### Найбільші населені пункти
| №  | Населений пункт     | Населення, осіб (2010) |
| -- | ------------------- | ---------------------- |
| 1  | Семикаракорськ      | 23 884                 |
| 2  | Вислий              | 2 321                  |
| 3  | Задоно-Кагальницька | 1 929                  |
| 4  | Кочетовська         | 1 780                  |
| 5  | Сусат               | 1 764                  |
| 6  | Новозолотовська     | 1 730                  |
| 7  | Топилін             | 1 527                  |
| 8  | Чебачий             | 1 362                  |
| 9  | Золотарьовка        | 1 355                  |
| 10 | Большемечетний      | 1 226                  |
| 11 | Вершинний           | 1 204                  |
| 12 | Кузнецовка          | 1 080                  |
| 13 | Бакланніки          | 1 005                  |
| 14 | Нижній Саловськ     | 1 004                  |

## Економіка
Район є сільськогосподарським, де займаються вирощуванням зернових, технічних культур та тваринництвом. Розвивається також переробна промисловість сільськогосподарської продукції.

## Відомі особистості
В поселенні народився:
- Горожаєва Раїса Федорівна (1928—2011) — радянська діячка сільського господарства.